# Benjamin Barker Odell
Benjamin Barker Odell Jr., född 14 januari 1854 i Newburgh, New York, död där 9 maj 1926, var en amerikansk republikansk politiker.
Fadern Benjamin Barker Odell Sr. var borgmästare i Newburgh, New York.
Odell studerade vid Columbia College i New York. Han var ledamot av USA:s representanthus 1895–1899 och guvernör i New York 1901–1904. Han besegrade demokraten John B. Stanchfield i 1900 års guvernörsval i New York. Odell lyckades 1902 bli omvald med knapp marginal mot demokraten Bird Sim Coler.
Odell är begravd på Woodlawn Cemetery i New Windsor, New York.